# Königreich Hedschas
Das Haschemitische Königreich Hedschas (arabisch المملكة الحجازية الهاشمية al-Mamlaka al-Hidschāziya al-Hāschimiya), bis 1924 in Eigenbezeichnung Königreich Arabien, war ein von 1916 bis 1932 existierender Staat in der Region Hedschas. Es entstand im Zuge der Arabischen Revolte aus dem Herrschaftsgebiet der Scherifen von Mekka und wurde bis 1925 durch die Dynastie der Haschimiten beherrscht. Nach Eroberung durch die Saudis war das Königreich ab 1926 in einer Personalunion mit dem Sultanat (ab 1927 Königreich) Nadschd verbunden. 1932 wurden beide Königreiche formal zum Arabisch-Saudischen Königreich vereinigt.

## Bezeichnung
Auf Initiative und Drängen seines Sohnes Abdallah erklärte sich Hussein am 28. Oktober 1916 zum König der Araber. Einige Wochen zuvor verhandelte Abdallah mit Ronald Storrs über die zukünftige Titulierung von Hussein – allerdings ohne Ergebnis. Abdallah versicherte aber, diesbezüglich nicht ohne vorherige Absprache aktiv zu werden. Die Proklamation kam für die Briten daher überraschend. Besonders missfiel ihnen der durch den Titel ausgesprochene Anspruch, Herrscher über alle Araber zu sein – insbesondere, da die Briten mit den Idrisiden in Asir und den Saudis im Nadschd zur Unterstützung im Krieg gegen das Osmanische Reich alliiert waren. Auch die Franzosen äußerten Bedenken, da sie dadurch ihre Kolonien in Nordafrika beansprucht sahen. Die Titulierung wurde international von Russland, Serbien und Italien anerkannt. Am 1. Januar 1917 gaben Großbritannien und Frankreich die Erklärung ab, Hussein lediglich als König des Hedschas anzuerkennen. Im Vertrag von Sèvres wurde Husseins Herrschaftsbereich von den unterzeichnenden Staaten als Königreich Hedschas anerkannt. Vom Königreich selbst wurde der Vertrag nicht unterzeichnet.
Hussein beharrte auf dem Titel König der Araber und den damit impliziten territorialen Ansprüchen und entfremdete sich damit von Großbritannien. Ohne ein Eingreifen der Briten befürchten zu müssen, begannen die Saudis 1924 mit der Invasion in den Hedschas. Durch den schlechten Verlauf des Krieges wurde Hussein durch Nationalisten zur Abdankung zugunsten seines Sohnes Ali gezwungen. Um sich in eine bessere Position für Verhandlungen mit den Saudis zu bringen, gewährten die Nationalisten Ali lediglich den Titel König des Hedschas. Jedoch wollten die Saudis keinen haschimitischen König akzeptieren, so dass auch Ali abdanken musste. Am 8. Januar 1926 wurde der Saudi Abd al-Aziz ibn Saud zum König des Hedschas gekrönt.

## Flaggen
Die Flaggen des Königreichs Hedschas gehen auf einen Vorschlag von Mark Sykes zurück, der während der Vorbereitungen zur Arabischen Revolte für einen zukünftigen gesamtarabischen Staat eine Flagge entwarf. Die Farben Schwarz, Weiß und Grün standen für die drei arabischen Kalifats-Dynastien der Fatimiden (grün), Umayyaden (weiß) und Abbassiden (schwarz). Rot wurde als die Farbe der Scherifen von Hussein hinzugefügt, um die Herrschaft seiner Dynastie über die Araber zu symbolisieren.
Die Version von 1916 bis ca. 1920 wurde als Arabische Revolutionsfahne in der gesamten Arabischen Welt bekannt und ihre panarabischen Farben dienten als Vorlage für andere arabische Flaggen. Diese Version, welche wohl zufällig der Flagge der äthiopischen Region Benishangul-Gumuz ähnelt, wurde bis zur Vereinigung mit Nadschd 1932 verwendet. Seitdem gilt die Flagge Saudi-Arabiens.

1916 – ca. 1920
ca. 1920 – 1926
1926–1932

## Könige
|             | Name                             | Regierungszeit                      | Dynastie    |
| ----------- | -------------------------------- | ----------------------------------- | ----------- |
|             | Hussein bin Ali (1853–1931)      | 28. Oktober 1916 – 3. Oktober 1924  | Haschimiten |
|             | Ali bin Hussein (1879–1935)      | 4. Oktober 1924 – 20. Dezember 1925 | Haschimiten |
| Interregnum |                                  |                                     |             |
|             | Abd al-Aziz bin Saud (1880–1953) | 8. Januar 1926 – 22. September 1932 | Saud        |